# 107 aC
El 107 aC va ser un any del calendari romà prejulià. Durant la República i l'Imperi Romà es coneixia com l'Any del Consolat de Longí i Mari o també any 647 Ab urbe condita o de la fundació de la ciutat). L'ús del nom «107 aC» per referir-se a aquest any es remunta a l'alta edat mitjana, quan el sistema Anno Domini va ser el mètode de numeració dels anys més comú a Europa.

## Esdeveniments

### Antic Egipte
- Cleòpatra III fa tornar al seu fill Ptolemeu X Alexandre I de Xipre, d'on era rei, i l'associa al govern d'Egipte.[2]

### Regne del Pont
- Diofant, un general al servei de Mitridates VI Eupator del Pont, és enviat a Panticapea per persuadir al rei del Bòsfor Parisades V de cedir el seu regne a Mitridates. Els escites, dirigits per Saumac, es revolten i maten Parisades, mentre Diofant aconsegueix escapar-se al Quersonès. De retorn al Pont, Diofant reuneix les seves forces i navega cap a Crimea amb una gran flota. Sufoca la revolta escita i redueix el regne del Bòsfor a una dependència del Pont.[3]

### República Romana
- Luci Cassi Longí i Gai Mari són elegits cònsols.[4]
- Cassi Longí rep com a província la Gàl·lia Narbonense amb ordes de lluitar contra els cimbres. Però mor durant la Guerra címbria en la batalla de Burdigala, mentre lluita contra els tigurins i els helvecis dirigits per Divicó, al territori dels al·lòbroges.[4][5]
- Mari amb el suport de Quint Cecili Metel Pius i el seu prestigi, aconsegueix ser elegit cònsol per primera vegada (ja té 50 anys).[6] Rep la província de Numídia i finalitza la guerra contra Jugurta a començaments del 106 aC, en part gràcies al seu llegat Sul·la, després el seu gran enemic.[7]
- Inici de les reformes de Mari a l'exèrcit romà, que configuren de nou la legió romana. Tots els ciutadans, sense importar el seu nivell de riquesa o la seva classe social, són habilitats formalment per entrar a l'exèrcit, i desapareix la distinció entre hastats, princeps i triaris.[8]
- Quint Cecili Metel Numídic retorna a Roma després d'haver vençut Jugurta i celebra un gran triomf, on se li dona el títol de Numídic. Després es retira a la vida privada.[9]

## Necrològiques
- Parisades V, a mans dels escites.[10]